# Мібу но Тадаміне
Мібу но Тадамі (*壬生忠岑, бл. 860 — бл. 920) — середньовічний японський поет і письменник періоду Хейан. Один з «36 видатних поетів Японії» (Тридцять шість безсмертних поетів) — включено посмертно.

## Життєпис
Походив зі знатного роду Мібу. Син придворного п'ятого рангу Мібу но Ясуцуна. Почав службу при дворі охоронцем начальника Правої внутрішньої палацової гвардії. Він рано виявив себе талановитим поетом, що відображено в ліричній повісті «Ямато-моногатарі». Тадаміне обійняв посаду в імператорській бібліотеці, потім служив у Лівій внутрішній палацовій гвардії, в Правій зовнішній палацовій гвардії.
За наклепом одного з придворних був знижений на посаді й відправлений служити на західний кордон, про що він з гіркотою писав у пісні нагаута, що увійшла в «Кокінвакасю».

## Творчість
Основний період його літературної діяльності припадає на 887—892 роки. Разом з поетами Кі-но Цураюкі, Кі но Томонорі і Осікоті но Міцуне Тадаміне брав участь в складанні антології «Кокін вака-сю», де представлено більшість з віршів Мібу но Тадаміне. Одне з його танка увійшло також до антології «Хякунін іс-сю» (№ 30).
Разом з Кі-но Цураюкі й іншими поетами Тадаміне брав участь у багатьох поетичних змаганнях. Йому приписується авторство трактату «Вака тай дзіссю» («Десять видів вака»), який мав великий вплив на поетичні трактати періоду Хейан.